# 리엄 라일리
리엄 라일리(영어: Liam Reilly, 1955년 1월 29일 ~ 2021년 1월 1일)는 아일랜드의 가수다. 유로비전 송 콘테스트 1990에서 아일랜드 대표로 참가했다. 2021년 1월 1일에 자택에서 사망했다.